# 西条町 (沼津市)
西条町（さいじょうちょう）は、静岡県沼津市に存在する町丁である。丁番を持たない単独町名である。

## 地理
西条町は、沼津市の中心である沼津駅南口から少し西方向に位置する、同市の第一地区に含まれる町丁である。周辺は東で添地町、南で八幡町、西で白金町、北で大手町（この区域内でJR東海道本線が通る）と同市の他の町丁と接している
。

## 世帯数と人口
2018年（平成30年）4月1日現在の世帯数と人口は以下の通りである。
| 町丁   | 世帯数  | 人口  |
| ------ | ------- | ----- |
| 西条町 | 220世帯 | 399人 |

## 小・中学校の学区
市立小・中学校に通う場合、学区は以下の通りとなる。
| 番・番地等 | 小学校             | 中学校             |
| ---------- | ------------------ | ------------------ |
| 全域       | 沼津市立第一小学校 | 沼津市立第一中学校 |

## 交通
- 当町の南側（八幡町との境）沿いに静岡県道380号富士清水線（旧国道1号、東海道）が貫いている。
- 主に沼津駅発着の伊豆箱根バスや東海バスオレンジシャトルなどの一部のバス路線が、当町沿いの道路を走行している。
- 最寄りの鉄道駅であるJR東海の沼津駅（東海道本線、御殿場線）まで徒歩でも近い距離である。

## 周辺
- 静岡日産自動車西条店
- アパマンショップ沼津店
- オリックスレンタカー沼津店
- 沼津日本語学院

## その他

### 日本郵便
- 郵便番号 : 410-0804[3]（集配局：沼津郵便局[7]）。

### 警察
町内の警察の管轄区域は以下の通りである。
| 番・番地等 | 警察署     | 交番・駐在所 |
| ---------- | ---------- | ------------ |
| 全域       | 沼津警察署 | 沼津駅前交番 |